# 1949年の宝塚歌劇公演一覧
本項目では、1949年の宝塚歌劇公演一覧（1949ねんのたからづかかげきこうえんいちらん）について示す。

## 一覧
（）内は、作者または演出者名。

### 宝塚公演

#### 雪組
- 1月1日 - 1月24日　宝塚大劇場
  - 『花子』（水田茂）
  - 『ハムレット』（堀正旗）

#### 月組
- 1月1日 - 1月9日　宝塚中劇場
  - 『二人袴』（錢谷信昭）
  - 『レインボーの歌』（内海重典）

#### 花組
- 1月26日 - 2月16日　宝塚大劇場
  - 『ハムレット』（堀正旗）
  - 『ブギウギ巴里』（内海重典　構成・演出）

#### 星組
- 2月18日 - 3月9日　宝塚大劇場
  - 『籠女』（吉井敏子　作、錢谷信昭　振付）
  - 『ロマンス・パリ』（内海重典）

#### 月組
- 3月11日 - 3月30日　宝塚大劇場
  - 『重の井』（小野晴通）
  - 『ロマンス・パリ』（内海重典）

#### 雪組
- 4月1日 - 4月20日　宝塚大劇場	
  - 『王昭君』（香村菊雄）
  - 『春のをどり』（水田茂）

#### 月組
- 4月22日 - 5月9日　宝塚大劇場
  - 『アレキサンドリアの舞姫』（小西松茂、堀正旗　演出）　
  - 『春のをどり』（水田茂）

#### 花組
- 5月11日 - 5月30日　宝塚大劇場
  - 『ワンダフル・ハリディ』（ウィッティ 作、内村禄哉 演出）
  - 『想ひ出の薔薇』（小西松茂 作、内海重典 改修・演出）

#### 星組
- 6月1日 - 6月20日　宝塚大劇場
  - 『高山右近』（香村菊雄）
  - 『想ひ出の薔薇』（小西松茂　作、内海重典　改修・演出）

#### 雪組
- 6月22日 - 7月13日　宝塚大劇場
  - 『高山右近』（香村菊雄）
  - 『懐かしのアリゾナ』（高崎邦祐）

#### 花組
- 7月16日 - 8月8日　宝塚大劇場
  - 『カルメン』（小西松茂　翻訳、堀正旗　演出）
  - 『懐かしのアリゾナ』（高崎邦祐）

#### 星組
- 8月10日 - 8月30日　宝塚大劇場
  - 『三人片輪』（錢谷信昭）
  - 『東京・ニュウヨーク』（康本晋史）

#### 月組
- 9月1日 - 9月29日　宝塚大劇場
  - 『リオでの結婚』（高木史朗）
  - 『東京・ニュウヨーク』（康本晋史）

#### 雪組
- 10月1日 - 10月30日　宝塚大劇場
  - 『鏡獅子』（水田茂）
  - 『ウインナ・ワルツ』（高木史朗）

#### 花組
- 11月1日 - 11月29日　宝塚大劇場
  - 『雨月物語』（小野晴通）
  - 『プリズム・パレード』（内海重典）

#### 星組
- 12月1日 - 12月28日　宝塚中劇場
  - 『夢殿』（小野晴通）
  - 『スヰート・シルヴィ』（内村禄哉）

### 東京公演

#### 月組
- 1月20日 - 2月14日　日本劇場
  - 『香妃』（香村菊雄）
  - 『レインボーの歌』（内海重典）

#### 花組
- 3月19日 - 4月4日　江東劇場
  - 『田舎源氏』（小野晴通）
  - 『ブギウギ巴里』（内海重典　構成・演出）

#### 星組
- 4月20日 - 5月9日　日本劇場
  - 『娘道成寺』（水田茂）
  - 『ロマンス・ド・パリ』（内海重典）

#### 月組
- 7月19日 - 8月3日　江東劇場
  - 『暁の歌』（小西松茂）
  - 『アロハ・オエ』（内村禄哉）

#### 星組
- 9月10日 - 9月29日　江東劇場
  - 『高山右近』（香村菊雄）
  - 『懐しのアリゾナ』（高崎邦祐）

#### 月組
- 11月13日 - 11月28日　江東劇場
  - 『リオでの結婚』（高木史朗）
  - 『再び君が胸に』（堀正旗）

### 宝塚・東京以外の公演

#### 星組
- 1月20日 - 1月23日　浜松、豊橋
  - 『二人袴』（水田茂）
  - 『人格者』（堀正旗）
  - 『シャンソン・ダムール』（玉田祐三）

- 1月25日 - 2月3日　名古屋宝塚劇場
  - 『夜鶴双紙』（小野晴通）
  - 『ブルーヘブン』（康本晋史）

#### 雪組
- 2月6日　伊賀上野
  - 『娘道成寺』（錢谷信昭）
  - 『人格者』（堀正旗）
  - 『オータム・セレナーデ』（玉田祐三）

- 2月13日 - 3月1日　呉、広島、尾道、府中、岡山、姫路、加古川、西大寺、倉敷、小豆島
  - 『人格者』（堀正旗）
  - 『娘道成寺』（玉田祐三）
  - 『カプリチオ・エスパニョール』（出口節子）

- 3月6日　京都
  - 『娘道成寺』（玉田祐三）
  - 『カプリチオ・エスパニョール』（出口節子）

#### 星組
- 3月13日 - 4月1日　福岡、下関、宇部、徳山、大分、高松
  - 『人格者』（堀正旗）
  - 『二人袴』（水田茂）
  - 『シャンソン・ダムール』（玉田祐三）

#### 花組
- 4月8日 - 4月18日　横浜宝塚劇場
  - 『になひ文』（水田茂）
  - 『ブギウギ巴里』（内海重典）

#### 星組
- 4月9日・10日　大津
  - 『人格者』（堀正旗）
  - 『二人袴』（水田茂）
  - 『シャンソン・ダムール』（玉田祐三）

#### 月組
- 5月14日 - 5月23日　名古屋宝塚劇場
  - 『二人袴』（水田茂）
  - 『レインボーの歌』（内海重典）

- 5月25日 - 5月28日　静岡、浜松
  - 『二人袴』（水田茂）
  - 『南の哀愁』（内海重典）

- 6月12日　大阪・毎日会館
  - 『暁のカンシオン』
  - 『アロハ・オエ』（内村禄哉）

#### 花組
- 6月14日・15日　伊丹
  - 『になひ文』（水田茂）
  - 『南の哀愁』（内海重典）

- 6月18日 - 6月27日　名古屋宝塚劇場
  - 『素襖落』（水田茂）
  - 『ブギウギ巴里』（内海重典）

#### 月組
- 6月24日　篠山
  - 『二人袴』（水田茂）
  - 『南の哀愁』（内海重典）

#### 星組
- 7月1日 - 7月12日　中国地方
  - 『素襖落』（水田茂）
  - 『南の哀愁』（内海重典）

- 7月8日 - 7月14日　北陸地方
  - 『二人袴』（水田茂）
  - 『南の哀愁』（内海重典）

- 7月19日 - 8月3日　姫路、津山、鳥取、玉造、松江
  - 『二人袴』（水田茂）
  - 『南の哀愁』（内海重典）

#### 花組
- 8月12日 - 　東海、尾張、伊勢地方
  - 『になひ文』（水田茂）
  - 『ブギウギ巴里』（内海重典）

#### 雪・月組
- 8月13日 - 8月15日　大阪・北野劇場
  - 『素襖落』（水田茂）
  - 『アロハ・オエ』（内村禄哉）

#### 花組
- 9月25日 - 10月5日　高松、松江、八幡浜、別府
  - 『になひ文』（水田茂）
  - 『ブギウギ巴里』（内海重典）

- 10月6日　神戸・ニューオリエンタルホテル
  - 『になひ文』（水田茂）

#### 月組
- 10月8日 - 10月17日　名古屋宝塚劇場
  - 『香妃』（香村菊雄）
  - 『アロハ・オエ』（内村禄哉）

#### 星組
- 10月11日 - 　山陽地方
  - 『三人片輪』（錢谷信昭）
  - 『懐かしのアリゾナ』（高崎邦祐）

#### 花組
- 10月15日 - 10月17日　大阪・北野劇場
  - 『になひ文』（水田茂）
  - 『ブギウギ巴里』（内海重典）

#### 月組
- 10月19日 - 10月28日　浜松、静岡、四日市、宇治山田
  - 『千姫』（小野晴通）
  - 『アロハ・オエ』（内村禄哉）

#### 雪組
- 11月7日　大阪・松阪屋会館
  - 『娘道成寺』
  - 『南の哀愁』（内海重典）

#### 星組
- 11月19日 - 11月21日　大阪・北野劇場
  - 『棒しばり』（水田茂）
  - 『懐かしのアリゾナ』（高崎邦祐）

#### 雪組
- 12月11日 - 12月17日　京都・公楽会館
  - 『棒しばり』（水田茂）
  - 『南の哀愁』（内海重典）

#### 花組
- 12月13日 - 12月15日　名古屋宝塚劇場
  - 『になひ文』（水田茂）
  - 『アデュー一九四九年』（康本晋史　構成）

- 12月17日・18日　奈良
  - 『ブギウギ巴里』（内海重典）

#### 合同
- 12月24日 - 12月26日　大阪・北野劇場
  - 『鏡獅子』（水田茂）
  - 『アデュー一九四九年』（康本晋史　構成）